# مقاطعة غرين (ويسكونسن)
مقاطعة غرين (بالإنجليزية: Green County, Wisconsin)‏ هي إحدى مقاطعات ولاية ويسكونسن في الولايات المتحدة. تأسست سنة 1836، وتبلغ مساحتها 584 ميل مربع (1,510 كـم2)، بلغ عدد سكانها 36842 نسمة في عام 2010 حسب إحصاء مكتب تعداد الولايات المتحدة .

## وصلات خارجية
- الموقع الرسمي
- United States Counties